# Gustaf Wejnarth
Carl Gustaf Olof Wejnarth  (ur. 24 kwietnia 1902 w Eskilstunie, zm. 22 kwietnia 1990 w Örebro) – szwedzki lekkoatleta, specjalizujący się w biegu na 400 metrów.
W 1924 roku podczas igrzysk olimpijskich w Paryżu wywalczył srebrny medal w sztafecie 4 × 400 m (wspólnie z Erikiem Byléhnem, Arturem Svenssonem i Nilsem Engdahlem). Na tych samych igrzyskach startował również w biegu na 400 m, lecz odpadł w ćwierćfinale.

## Rekordy życiowe
- Bieg na 100 metrów – 11,0 (1922)
- Bieg na 400 metrów – 49,8 (1921)